# Fałszywa tożsamość
Fałszywa tożsamość (ang. Assumed) – powieść dreszczowiec Davida Morrella z 1993 roku.

## Treść
Nieprawdziwe nazwiska. Zwielokrotniona tożsamość. Brendan Buchanan jest agentem tajemnego wydziału operacji specjalnych CIA, przez lata przyjmującego coraz to nowe oblicza. Ale któregoś dnia zmuszony jest wycofać się z granych przez siebie ról. I odkrywa prawdę o sobie. Niepowtarzalną szansą odzyskania siebie staje się beznadziejnie groźna akcja.